# Salacia leptoclada
Salacia leptoclada är en benvedsväxtart som beskrevs av Louis René Tulasne. Salacia leptoclada ingår i släktet Salacia och familjen Celastraceae. Inga underarter finns listade.